# Wartordnung von 1498

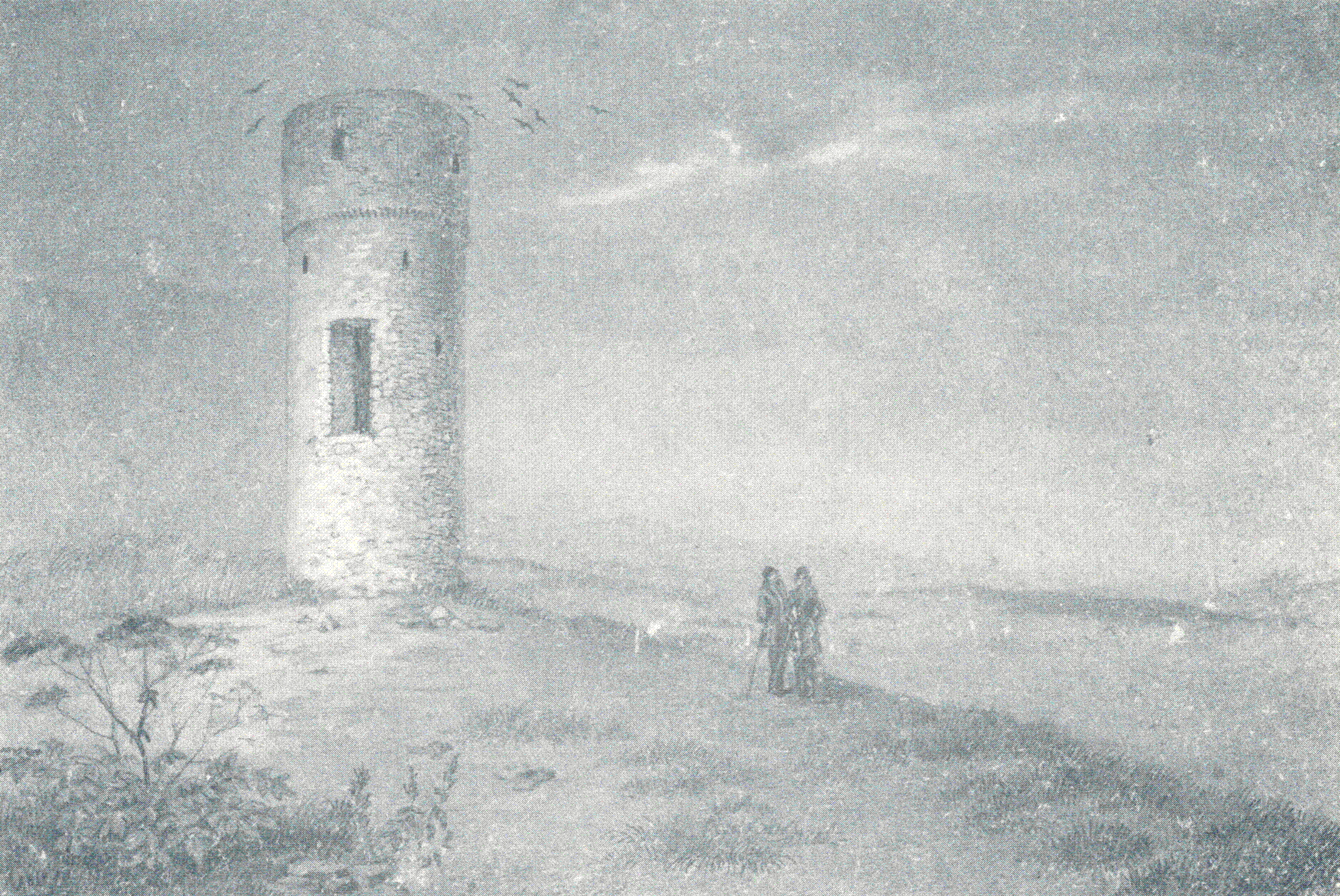
Wartturm in Hof

Die Wartordnung von 1498 ist ein spätmittelalterliches Dokument, welches die Einrichtung eines Systems von Warten für das Markgraftum Brandenburg-Kulmbach regelte. Warttürme, teilweise zwar stark verändert als Aussichtstürme, haben sich bis in die heutige Zeit erhalten.

## Guttenberger Fehde
Die Wartordnung wurde 1498 von Markgraf Friedrich erlassen. Er war als Friedrich II. Markgraf von Brandenburg-Kulmbach und Brandenburg-Ansbach. Die Warten waren allerdings alle „oberhalb des Gebürgs“, also im Raum Brandenburg-Kulmbach, eingerichtet. Hauptmann dieses Gebietes war Konrad von Wirsberg.
Anlass der Wartordnung war die Guttenberger Fehde mit Familienmitgliedern derer von Guttenberg, die mit dem Herzog Georg von Bayern-Landshut verbündet waren. Mit ihrer Stammburg Guttenberg waren sie eine unmittelbare Bedrohung der Plassenburg, des Sitzes des Markgrafen, und befanden sich in unmittelbarer Nähe vieler markgräflicher Dörfer und Burgen. Am 4. September 1497 erklärte der Markgraf den Guttenbergern auf ihrer Stammburg die Fehde, nachdem die Burg für den bayerischen Herzog geöffnet worden war und eine kleine bayerische Besatzung aufgenommen hatte. Als der Markgraf die Burg vier Tage belagerte, gelang den Guttenbergern die Flucht. Im Frühjahr 1498, nach erfolglosen Verhandlungen, häuften sich Überfälle der Guttenberger, denen unter anderem auch Schloss Schellenberg als Ausgangsbasis diente. Hauptmann Kunz von Wirsberg und Landschreiber Friedrich Penker arbeiteten in dieser Situation die Wartordnung aus.

## Wartordnung
Die Wartordnung wurde mehrfach im Gebiet Brandenburg-Kulmbach bekannt gegeben. Parallel wurden weitere Maßnahmen getroffen, um die Schäden der Fehde zu verringern, so die Aufforderung der Regierung an die Bevölkerung zu erhöhter Wachsamkeit oder die Empfehlung, Scheunen zu leeren und Getreide auszudreschen, um Brandschäden zu reduzieren. Auffällige fremde Reisende sollten von Wirtsleuten und der Bevölkerung gemeldet werden. Bürger und Bauern, die das Markgraftum verlassen wollten, um z. B. einen auswärtigen Markt zu besuchen, mussten diese Reise beim Amtmann anmelden. Dies sollte ihre Gefangennahme zum Zwecke der Lösegelderpressung verhindern, bereits Gefangene durften nur mit offizieller Zustimmung wieder ausgelöst werden. Die Wartordnung regelte, dass Warten mit Wächtern durchgehend zu besetzen waren und bei Gefahr Signalfeuer, mit Feuer bzw. Rauch, gegeben werden sollte. Daneben waren die Wachen angehalten, ihre Beobachtungen auch vor Ort zu melden und gegebenenfalls auch, woher das weitergeleitete Signal ursprünglich kam.

## Liste der 13 Warttürme
Das System bestand nach der Wartordnung aus 13 Warttürmen.
| Ort                                    | Anmerkungen | Ansicht |
| -------------------------------------- | --- | ------- |
| Backöfele auf dem Schneeberg           | Als Aussichtsplattform wieder zugänglich                                                                             |         |
| Weißenstein bei Stammbach              | Mehrmals als Aussichtsturm neu errichtet                                                                             |         |
| Kirchberg in Helmbrechts               | 1895 wurde an der Stelle, wo der Wartturm stand, ein Aussichtsturm neu errichtet                                     |         |
| Wartberg bei Hof                       | Weitgehend originalgetreuer Turm, Beschädigung in der Belagerung von Hof 1553                                        |         |
| Rehturm bei Kulmbach                   | Untere Hälfte weitgehend original erhalten, Ende des 19. Jahrhunderts renoviert und aufgestockt.                     |         |
| Magnusturm bei Kasendorf               | Aus Resten der mittelalterlichen Burg erbauter Wartturm, heute begehbarer Aussichtsturm, Renovierungen 1911 und 1950 |         |
| Sophienberg bzw. Kulmberg bei Bayreuth | Nicht mehr erhalten, später war der Berg Standort einer Burg, dann eines markgräflichen Prinzesinnenschlosses        |         |
| Rauher Kulm bei Neustadt               | siehe auch Geschichte der Stadt Neustadt am Kulm                                                                     |         |
| Berg bei Creußen                       | |         |
| Katharinenberg bei Wunsiedel           | Als Kirchturm der Kirchruine erhalten                                                                                |         |
| Epprechtstein bei Kirchenlamitz        | Ruine mit Aussichtsplattform                                                                                         |         |
| Burg Thierstein bei Thierstein         | Burgturm in der Ruine erhalten                                                                                       |         |
| Schlossturm von Hof                    | Das Schloss fiel dem Stadtbrand von 1743 zum Opfer, Reste wurden 1762 beseitigt.                                     |         |

## Entwicklung des Wartsystems
Warten bestanden bereits vor der Wartordnung, zum Beispiel zur Sicherung von Altstraßen. Die Wartordnung von 1498 hatte grundsätzlich zum Ziel, kleinere gegnerische Truppenverbände schnell zu erkennen und entsprechende Gegenwehr vor Ort zu mobilisieren. Jedoch war der Aufwand, die Warten personell auszustatten und instand zu halten, hoch, so dass nach Zeiten der Gefahr die Warten auch schnell wieder baufällig wurden. Auch in den folgenden Jahrhunderten wurden Warten vor allem in Kriegszeiten genutzt. Ihre Aufgabe veränderte sich dahingehend, größere gegnerische Truppenbewegungen wahrzunehmen und Verteidiger großräumig auf vereinbarten Sammelplätzen zusammenzurufen. 23 Warten waren zuletzt im Spanischen Erbfolgekrieg modernisiert und mit Wachmannschaften besetzt worden. Die Funktion der Warten erfüllten darunter etliche Türme von Burgen. Der Einsatz der Warten in Kriegszeiten begann vermutlich schon während der Hussitenkriege und dem Bayerischen Krieg. Auch im Ersten Markgrafenkrieg, im Landshuter Erbfolgekrieg und im Zweiten Markgrafenkrieg spielten die Warten eine Rolle. Hanns Hofmann weist auch auf den Fränkischen Krieg 1523 hin, da die Warten ja ursprünglich gerade zur Eindämmung des Fehdewesen angelegt worden sind. Er weist außerdem anhand des Überfalls auf die Stadt Hof im Schmalkaldischen Krieg und anhand der Kriegshandlungen während der Belagerung von Hof 1553 darauf hin, dass der Hofer Wartturm zu diesem Zeitpunkt nicht mehr mit Wachen besetzt gewesen sein dürfte. Im Dreißigjährigen Krieg dienten sie auch als Zufluchtsort der Landbevölkerung.
In der folgenden Liste werden exemplarisch weitere Warten des Systems aufgeführt:
| Ort                          | Anmerkungen | Ansicht |
| ---------------------------- | --- | ------- |
| Burg Böheimstein bei Pegnitz | |         |
| Kirchturm von Lindenhardt    | |         |
| Hohe Warte bei Bad Berneck   | Zeitweise moderner Aussichtsturm, mittlerweile abgebrochen                                                                                           |         |
| Wartberg bei Grafenreuth     | Heute moderner Aussichtspavillon |         |
| Wartberg bei Längenau        | Mauerreste des Fundaments |         |
| Waldsteinburg                | Heute Ruine, ehemaliges Torhaus der Burg im Spanischen Erbfolgekrieg als besetzter Posten aufgebaut und mit einem Dach mit roten Schindeln versehen. |         |